# Cricolaimus coronatus
Cricolaimus coronatus är en rundmaskart som beskrevs av E. Ditlevsen 1930. Cricolaimus coronatus ingår i släktet Cricolaimus och familjen Leptolaimidae. Inga underarter finns listade i Catalogue of Life.